# Linda-Maria Birbeck
Linda-Maria Birbeck, född 25 december 1974, är en svensk regissör.
Birbeck studerade foto vid Hogeschool voor de Kunsten i Utrecht och bor och arbetar i Amsterdam. Hon debuterade som regissör 2012 med kortfilmen Som en Zorro, vilken tilldelades Svenska Filminstitutets och Sveriges Televisions novellfilmpris. Hon var även platsletare och stillbildsfotograf i Känn ingen sorg (2013).

## Filmografi

### Regi och manus
- 2012 – Som en Zorro
- 2015 – Det borde finnas regler
- 2015 – Hitta bort
- 2021–2024 – Klassen (TV-serie)

### Platsletare och stillbildsfoto
- 2013 – Känn ingen sorg